# Тёсова (приток Оредежа)
Тёсова или Тёсовая — река в России, протекает по территории Лужского района Ленинградской области. Устье реки находится в 41 км по левому берегу Оредежи. Длина реки составляет 24 км, площадь водосборного бассейна 388 км². 
Основные притоки:
- В 5 км от устья, по правому берегу реки впадает река Рыденка.
- В 14 км от устья, по правому берегу реки впадает река Каменка.
- В 16 км от устья, по левому берегу реки впадает река Березенка.

## Данные водного реестра
По данным государственного водного реестра России относится к Балтийскому бассейновому округу, водохозяйственный участок реки — Луга, речной подбассейн реки — подбассейн отсутствует. Относится к речному бассейну реки Нарва (российская часть бассейна).
По данным геоинформационной системы водохозяйственного районирования территории РФ, подготовленной Федеральным агентством водных ресурсов: 
- Код водного объекта в государственном водном реестре — 01030000512102000025972
- Код по гидрологической изученности (ГИ) — 102002597
- Код бассейна — 01.03.00.005
- Номер тома по ГИ — 2
- Выпуск по ГИ — 0